# Johanna von Schoultz
Johanna Carolina Ulrika von Schoultz, född 6 mars 1813 i Stockholm, död 28 februari 1863 i Helsingfors, var en finlandssvensk sångerska, som under 1830-talet räknades som en av Europas mer kända artister och som uppträdde i Paris och en rad andra större städer. Hon invaldes den 5 maj 1831 som ledamot (hedersklassen) nr 267 av Kungliga Musikaliska Akademien. 
Hon var dotter till landshövdingen i Vasa, Nils Fredric von Schoultz, och Johanna Henrietta Gripenberg samt gifte sig 1842 med ingenjören Felix Erik Wilhelm Brand.
Utbildad av Karl Magnus Craelius debuterade hon på en konsert i Ladugårdslands kyrka i Stockholm år 1828. Kort därefter företog hon en studieresa utomlands och studerade under Siboni i Köpenhamn och Romani och Veluti i Italien. År 1833 debuterade hon på italienska operan i Paris som Anne Boleyn vid sidan av Giulia Grisi, och gjorde succé. Under fortsatta konsertresor uppträdde hon på La Scala i Milano, San Carlo i Neapel och i flera andra av Italiens förnämsta teatrar, och möttes överallt bifall och lagrar. 
Även Sverige besökte hon åtskilliga gånger efter sin första utresa, bland annat 1830 och 1831, och det sistnämnda året invaldes hon till musikaliska akademien, samt även 1839 och 1840, och gav vid alla dessa besök konserter i Ladugårdskyrkan och på Kungliga Operan. Hennes omfångsrika, starka och välklingande röst försvagades under de sista levnadsåren av ett bröstlidande, som förorsakade hennes död i Helsingfors den 28 februari 1863. Johanna von Schoultz var näst efter Justina Casagli ansedd som den första nordiska sångerska, som uppträdde i Sydeuropa.